# پاندای کونگ‌فوکار: شوالیه اژدها
پاندای کونگ‌فوکار: شوالیه اژدها (به انگلیسی: Kung Fu Panda: The Dragon Knight) یک مجموعه انیمیشن تلویزیونی آمریکایی است. این انیمیشن توسط میچ واتسون و پیتر هستینگز برای نتفلیکس ساخته شده است. این سومین مجموعه تلویزیونی از مجموعه پاندای کونگ‌فوکار است که پس از پاندای کونگ‌فوکار: پنجه های سرنوشت ساخته شده است. شوالیه اژدها توسط تلویزیون دریم‌ورکس انیمیشن تولید شده و در ۱۴ ژوئیه ۲۰۲۲ در نتفلیکس به نمایش درآمد.

## داستان
این سریال چند سال پس از وقایع پاندای کونگ‌فوکار ۳ اتفاق می‌افتد که در آن پُو پاندای بزرگ، باید خانه‌اش را ترک کند و برای رستگاری و عدالت، وارد یک جهانگردی در سراسر چین شود. پاندای کونگ‌فوکار با یک شوالیه انگلیسی به نام لوترا (یک خرس قهوه‌ای) همراه می‌شود تا چهار سلاح جادویی را پیش از اینکه به دست افراد شرور بیافتد، پیدا کنند و با این کار جهان را نجات دهند و...
فصل دوم:در این فصل پو و تیغه سرگردان به دنبال پس گرفتن سلاح های افسانه ای پس از شکست مقابل راسوهای شرور هستند و در این میان با افرادی جدید آشنا می شوند و ماجراجویی های شگفت انگیزی را تجربه می کنند...
فصل سوم:پو و تیغه سرگردان به همراه سایر افراد گروه درحال سفر به انگلستان برای پیداکردن دومین چرخ طوفانی برای نابودی سلاح های افسانه ای هستند و پو با گذشته پدرش روبه رو می شود و موانعی بر سر راه آنها قرار می گیرد...

## صداپیشگان
- جک بلک در نقش پو [۵]
- ریتا اورا در نقش سِر لوترا / تیغ سرگردان [۶]
  - کای ذن در نقش سِر لوترای جوان
- کریس گیر در نقش کلاوس دومونت [۵]
- دلا سابا در نقش وروکا دومونت [۵]
- جیمز هانگ در نقش آقای پینگ [۵]
- رهنوما پانتاکی در نقش روخمینی [۵]
- اد ویکس در نقش کالین [۵]
- ایمی هیل در نقش پی پی [۵]
- ترو والنتینو در نقش چونتائو
- استفانی شو در نقش ژن
- استفانی شی در نقش پیر هوانگ
- تاد هابرکورن در نقش امپراتور
- کینزا خان در نقش رابعه
- جیمز سی در نقش لائو
- پری شن در نقش ویمین [۷]
- امید ابطحی در نقش الفی
- باربارا گودسون در نقش ملکه
- Dayci Brookshire در نقش Changpu
- رولوندا واتس در نقش کاهن اعظم
- نولان نورث در نقش مالک قایق ضعیف
- میک وینگرت در نقش دریک

## فصل ها
| فصل | قسمت‌ها | قسمت‌ها | تاریخ اصلی پخش | تاریخ اصلی پخش |
| --- | ------ | ------ | -------------- | -------------- |
| ۱   | ۱۱     | ۱۱     | ۱۴ ژوئیه ۲۰۲۲  | ۱۴ ژوئیه ۲۰۲۲  |
| ۲   | ۱۲     | ۱۲     | ۱۲ ژانویه ۲۰۲۳ | ۱۲ ژانویه ۲۰۲۳ |
| ۳   | ۱۹     | ۱۹     | ۷ سپتامبر ۲۰۲۳ | ۷ سپتامبر ۲۰۲۳ |